# Alix Dudel
Alix Dudel (* 24. Juli 1956 in Krefeld) ist eine deutsche Sängerin und Schauspielerin.

## Leben
Alix Dudel wuchs in Hannover auf und sammelte erste Theatererfahrungen beim Rambaff-Kindertheater in Hannover-Linden und in der Commedia Futura. In den frühen 1980er Jahren begann sie eine private Ausbildung in Atem- und Sprechtechnik, später nahm sie Schauspielunterricht bei Christa Stahr-Spolvint und Anfang der 1990er Jahre Gesangsunterricht bei Ingrid Bensch.
1987 gestaltete Alix Dudel gemeinsam mit dem Pianisten Andreas N. Tarkmann ihr erstes Soloprogramm. Von 1991 bis 1996 war Dudel Sprecherin beim NDR 1 Niedersachsen in Hannover. Ab 1993 gab sie den Conférencier in internationalen Varietés wie dem Georgspalast in Hannover, dem Frankfurter Tigerpalast oder dem Krystallpalast Varieté in Leipzig. Nach einem Gastspiel in Berlin erhielten Alix Dudel und ihr Pianist Uli Schmid 2001 eine Einladung der Brooklyn Academy of Music nach New York City. 2006 spielte Alix Dudel am Stadttheater Hildesheim in der Operette Der Opernball von Richard Heuberger die Rolle der Madame Beaubuisson und der Feodora.
Viele Texte des Schriftstellers Friedhelm Kändler erlebten in der Interpretation von Alix Dudel ihre Uraufführung. Gemeinsam mit dem Gitarristen Sebastian Albert hat Alix Dudel musikalisch-literarische Programme zur Lyrik von Mascha Kaléko und Bertolt Brecht erarbeitet.

## Programme (Auswahl)
- Männer und Butterblumen, mit Liedern und Texten von Erich Kästner, Kurt Tucholsky, Friedrich Hollaender und anderen, 1987
- Hexen, Geister und Dämonen, 1988
- zärtlich allein, mit Liedern von Andreas N. Tarkmann nach Texten von Friedhelm Kändler, 1989
- Dame in Aspik, 1991
- Alles passiert immer mir
- Gestern war ich morgen schon, Lieder und Texte von Friedhelm Kändler, Georg Kreisler, Hildegard Knef und anderen
- Sozusagen grundlos vergnügt – Ein Abend mit Lyrik von Mascha Kaléko, 2010
- Die neuen Zeitalter – Lieder, Lyrik und Worte von Bertolt Brecht, 2013

## Diskografie (Auswahl)
- Alix Dudel live im Kanapee, 19. und 20. August 1989, Audiokassette[1]
- Ich geh ins Wasser, Chansons von Friedhelm Kändler u. a., Kompositionen von Andreas N. Tarkmann u. a. – Alix Dudel mit den Hannover Harmonists und Instrumentalensemble, CD, 1996
- Nummer 9, Live im „Chicago“ Hannover, Texte von Friedhelm Kändler, Kompositionen von Thomas Dust, Thorsten Larbig, Uli Schmid, Clemens Kanka und Andreas N. Tarkmann – Alix Dudel und Uli Schmid (Klavier), CD, 1998
- Sechs Lieder von Friedhelm Kändler, Kompositionen von Uli Schmid, Thorsten Larbig, Friedhelm Kändler, Clemens Kanka und Andreas N. Tarkmann – Alix Dudel und das Tigerpalast-Orchester, miniCD, 2008
- Sieben Lieder, Chansons von Georg Kreisler, Günter Neumann, Friedrich Hollaender sowie Texten von Friedhelm Kändler, vertont von Uli Schmid und Andreas N. Tarkmann – Alix Dudel und Peter Müller (Klavier), miniCD, 2008
- Sozusagen grundlos vergnügt, Lieder und Lyrik von Mascha Kaléko, Kompositionen von Herbert Baumann – Alix Dudel und Sebastian Albert (Gitarre), CD, 2011
- Die Neuen Zeitalter, Lieder und Lyrik von Bertolt Brecht, Musik von Hanns Eisler, Paul Dessau, Kurt Weill – Alix Dudel und Sebastian Albert (Gitarre), CD 2014
- Darf ich mal durch, Lieder von Friedhelm Kändler, Georg Kreisler und Günter Neumann, Musik von Andreas N. Tarkmann, Uli Schmid, Thorsten Larbig und Clemens Kanka – Alix Dudel mit der Tigerband aus Frankfurt, CD, 2017